# 1.1.1.1
1.1.1.1 — бесплатный сервис системы доменных имён (DNS), разработанный американской компанией Cloudflare в партнёрстве с APNIC. Сервис функционирует как рекурсивный сервер имён, обеспечивающий разрешение доменных имён для любого хоста в Интернете. Сервис был анонсирован 1 апреля 2018 года. 11 ноября 2018 года Cloudflare анонсировала мобильное приложение своего сервиса 1.1.1.1 для Android и iOS. 25 сентября 2019 года Cloudflare выпустила WARP, обновлённую версию своего исходного мобильного приложения 1.1.1.1.

## Сервис
Сервис DNS 1.1.1.1 управляет рекурсивными серверами имён для общего пользования по IP-адресам, перечисленным ниже. Адреса сопоставляются с ближайшим рабочим сервером с помощью маршрутизации Anycast. Сервис DNS также доступен для клиентов Tor. Пользователи могут настроить сервис вручную, изменив свои преобразователи DNS на указанные ниже IP-адреса. Пользователи мобильных устройств как на Android, так и на iPhone могут загрузить мобильное приложение 1.1.1.1, которое автоматически настраивает преобразователи DNS на устройстве.
|                  | 1.1.1.1                                   | 1.1.1.1 for Families                          | 1.1.1.1 for Families                                    |
| ---------------- | ----------------------------------------- | --------------------------------------------- | ------------------------------------------------------- |
| DNS-фильтрация   | Нет                                       | Да (против вредоносного ПО)                   | Да (против вредоносного ПО и материалов «для взрослых») |
| Поддержка ECS    | Нет                                       | Нет                                           | Нет                                                     |
| Валидация DNSSEC | Да                                        | Да                                            | Да                                                      |
| Через DoH        | https://cloudflare-dns.com/dns-query      | https://security.cloudflare-dns.com/dns-query | https://family.cloudflare-dns.com/dns-query             |
| Через DoT        | 1dot1dot1dot1.cloudflare-dns.com 1.1.1.1  | security.cloudflare-dns.com                   | family.cloudflare-dns.com                               |
| Через IPv4       | 1.1.1.1 1.0.0.1                           | 1.1.1.2 1.0.0.2                               | 1.1.1.3 1.0.0.3                                         |
| Через IPv6       | 2606:4700:4700::1111 2606:4700:4700::1001 | 2606:4700:4700::1112 2606:4700:4700::1002     | 2606:4700:4700::1113 2606:4700:4700::1003               |

## Технология
1.1.1.1 — это рекурсивный преобразователь DNS. Cloudflare использует авторитетный преобразователь DNS с сетью из более чем 20 миллионов интернет-ресурсов. Когда рекурсор и преобразователь находятся в одной сети, на некоторые DNS-запросы можно отвечать напрямую. 
С выпуском мобильного приложения 1.1.1.1 в ноябре 2018 года Cloudflare добавила пользователям возможность шифровать свои DNS-запросы через HTTPS (DoH) или TLS (DoT) Позже VPN-туннель был реализован на основе собственного BoringTun от Cloudflare, реализации WireGuard в пользовательском пространстве, написанной на Rust.

### Предшествующее использование IP-адреса
Технологические веб-сайты отметили, что, используя 1.1.1.1 в качестве IP-адреса для своего сервиса, Cloudflare выявила неправильные конфигурации в существующих настройках, нарушающие интернет-стандарты (например, RFC1918). 1.1.1.1 не был зарезервированным IP-адресом, но многие существующие маршрутизаторы (в основном продаваемые Cisco Systems) и компании злоупотребляли им для размещения страниц входа в частные сети, страниц выхода или других целей, что делало невозможным правильную маршрутизацию 1.1.1.1 на тех системах. Кроме того, 1.1.1.1 заблокирован во многих сетях и несколькими интернет-провайдерами, потому что простота адреса означает, что ранее он часто использовался ненадлежащим образом для целей тестирования, а не для законного использования. Эти предыдущие способы использования привели к огромному притоку ненужных данных на серверы Cloudflare.

### Очистка1.1.1.1и1.0.0.1
IP-блок 1.0.0.0/8 был присвоен в 2010 году компании APNIC, до этого времени это было нераспределённое пространство. Однако неназначенное IP-пространство отличается от зарезервированного IP-пространства для частного использования (так называемого зарезервированного IP-адреса) Например, AT&T заявила, что работает над решением этой проблемы в рамках своего оборудования CPE.

## WARP
В сентябре 2019 года Cloudflare выпустила VPN-сервис под названием WARP, встроенный в мобильное приложение 1.1.1.1.